# Nissan Terrano II
Nissan Terrano II je automobil japanski proizvođača Nissan Motors. Proizvodio se od 1993. do 2006. godine.

## Motori
- 2.4 L, 85 kW (116 KS)
- 2.4 L, 87 kW (118 KS)
- 2.4 L, 91 kW (124 KS)
- 2.7 L turbo dizel, 74 kW (100 KS)
- 2.7 L turbo dizel, 92 kW (125 KS)
- 3.0 L turbo dizel, 113 kW (154 KS)